# Marathrum divaricatum
Marathrum divaricatum är en flockblommig växtart som beskrevs av Constantine Samuel Rafinesque. Marathrum divaricatum ingår i släktet Marathrum och familjen flockblommiga växter. Inga underarter finns listade i Catalogue of Life.